# Jequiá da Praia
Jequiá da Praia is een gemeente in de Braziliaanse deelstaat Alagoas. De gemeente telt 11.615 inwoners (schatting 2009).